# Alexander Lerner
Alexander Lerner (* 7. September 1913 in Winniza, Ukraine; † 6. April 2004 in Rehovot, Israel) war ein sowjetisch-israelischer Kybernetiker und  Dissident.
Er verlor seinen Posten an der sowjetischen Akademie der Wissenschaften, als er im Jahr 1971 die Ausreise nach Israel beantragte. Diese wurde ihm erst im Jahr 1988 im Zuge der sowjetischen Perestrojka gewährt. Bis zu seiner Ausreise lebte er als Dissident unter internationaler Anteilnahme.
In Israel arbeitete er am Weizmann Institute of Science in Rehovot als emeritierter Professor der angewandten Mathematik. Lerner ist Autor des Standardwerkes Fundamentals of Cybernetics (1967).